# Racomitrium orientale
Racomitrium orientale là một loài Rêu trong họ Grimmiaceae. Loài này được (Cardot) Sakurai mô tả khoa học đầu tiên năm 1937.